# 春溪國家公園

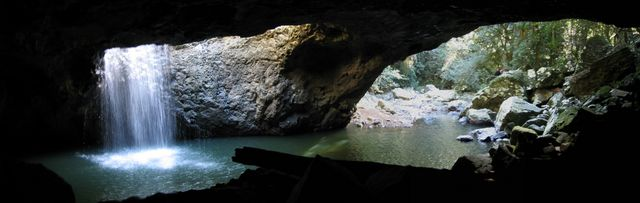
自然橋的洞穴瀑布景觀

春溪國家公園（英語：Springbrook National Park）是澳洲東部的國家公園之一，位於昆士蘭州首府布里斯本南方約78公里處，是澳洲的世界遺產「東海岸雨林保護區」的一部份。在1994年12月，聯合國世界遺產協會正式擴大此區，並納入了春溪國家公園、巴爾尼山（Mt Barney）、北新南威爾斯雨林等區域。

## 历史
春溪國家公園內共分三大區域，分別是春溪高原、自然橋與庫構山（The Cougals）區。這三區都有某塊區域開放訪客野餐、步行。其中以春溪高原的景觀最為遼闊。
此公園南方的峭壁地質特殊（也是萊明頓國家公園的一部份），屬於澳洲火山地形北緣的一部份，非常陡峭（國家公園對攀登此處亦有警示）。春溪國家公園共有三處保留區在這一地形附近，分別是春溪高原的稜線區，庫構山東方，以及自然橋的西方。在林相部份，則有雨林保留區和春溪河的源頭。（PDF檔地圖）
由於春溪高原海拔約有900公尺，澳洲夏季時，此地可說相當涼爽。該公園的區域年平均總雨量超過3000毫米，每年12月到3月為雨季，自然橋區域是夏季潮濕時，雨量最多之地，一年降雨超過2500毫米。